# Economia cooperatistă
Economia cooperatistă (sau cooperativă) reprezintă un domeniu de cercetare din sfera științelor economice care încorporează studii de cooperare și economie politică pentru studierea și gestionarea de cooperative.

## Istorie
Economia cooperatistă s-a dezvoltat atât ca o teorie, cât și ca o alternativă concretă pentru capitalismul industrial de la sfârșitul anilor 1700, respectiv începutul anilor 1800. Prin urmare, era o formă apatridă de socialism. De fapt, termenul „socialism” a apărut pentru prima dată în 1827, în revista The Cooperative. Aceste tipuri de socialism au apărut drept o formă de revoltă în urma efectelor negative ale industrialismului, atunci când numeroși clerici, muncitori și industriași din Anglia, precum Robert Owen, au experimentat diferite sisteme de agricultură bazate pe ferme colective și locuințe comunitare, înregistrând diferite grade de succes. Această mișcare era de multe ori asociată altor mișcări progresiste de la acea vreme, precum dreptul de vot al femeilor și aboliționismul.
„Industriașul britanic Robert Owen (1771-1858) a înființat un model de oraș industrial în jurul fabricii sale de bumbac, iar mai târziu, un model de comunitate socialistă, New Harmony, în Indiana. Câteva susținătoare ale drepturilor femeilor, precum Emma Martin (1812-1851) din Marea Britanie și Flora Tristan (1801-1844) din Franța, au stârnit controverse, încurajând ideea de socialism ca soluție împotriva opresiunii la care erau supuse femeile”
În timp ce socialismul statal a luat amploare la începutul anilor 1900 și a decăzut în secolul al XX-lea, mișcarea cooperatistă s-a bucurat de o creștere exponențială în toate țările afectate de colonialismul britanic și de socialism și anume Canada, Statele Unite, Africa de Sud și cele din Europa. Jessica-Gordon Nembhard a pus cap la cap una dintre cele mai amănunțite monografii academice privind economia cooperatistă, denumită Collective Courage: A History of African American Cooperative Economic Thought and Practice,care arată modul în care comunitățile afro-americane au supraviețuit naționalismului alb, capitalismului și colonialismului din secolul al XX-lea. Alianța Cooperativă Internațională (ACI) a fost înființată în 1895, iar Uniunea națională a cooperativelor din sectorul de afaceri în 1916.
După cel de-al Doilea Război Mondial, interesul privind cooperativele din domeniul economic a scăzut, fapt regăsit și în articolele publicate în cărți în perioada postbelică, care aveau o calitate inferioară față de cele publicate în perioada antebelică.
Centrul de Cooperative al Universității din Wisconsin a fost înființat în 1962, fiind probabil prima organizație care a extras informații despre cooperative. În anii 2000, fundația Democracy Collaborative a fost înființată de Universitatea din Maryland, lucru care i-a permis (pe lângă altele) crearea și dezvoltarea unor cooperative. În 2004 a fost înființată Federația Cooperativelor de Lucrători din Statele Unite (FCLSU), care la fel ca ACI, facilitează cooperative de muncă (vezi „Tipurile și structuri de cooperative” de mai jos). Succesul continuu al economiei cooperatiste în ce privește propunerea unor alternative mult mai eficiente pentru firmele capitaliste a dat rezultate atât de bune până în secolul al XXI-lea, încât Adunarea Generală a Națiunilor Unite: 
“...a declarat anul 2012 ca fiind Anul Internațional al Cooperativelor, punând în lumină contribuția cooperativelor la dezvoltarea socio-economică, dar mai ales impactul pe care acestea l-au avut în privința diminuării sărăciei, creării de locuri de muncă și intregrării sociale.”
Economia cooperatistă contemporană a devenit chiar mai populară începând cu anul 2012, cu ajutorul multor discursuri TED care susțin această temă. Acestea demonstrează că economia cooperatistă este capabilă să rezolve probleme în sectoare precum cel imobiliar, alimentar și legat de sărăcie, aspecte pe care țările dezvoltate au fost până în acel moment incapabile să le rezolve.         În 2013, FCLSU a dat naștere unei organizații similare, Democracy at Work Institute, care susține evoluția, crearea și transformarea cooperativelor de muncă.

## Tipuri și structuri de cooperative

### Structuri generale
În general, există patru tipuri majore de organizații cooperatiste:
1. Cooperative de consumatori, în care consumatorii de bunuri si servicii ale unei cooperative sunt definiți ca membri ai acesteia (inclusiv cooperative alimentare cu amănuntul, uniuni de credit, societăți mutuale de asigurări etc.) (Exemplu: REI, uniuni de credit federale, etc.)
2. Cooperative de muncă, care sunt deținute in comun și gestionate in mod democratic de către lucrători/contribuitori. (Exemplu: Asociații de îngrijire la domiciliu, Cooperativa șoferului, Means TV, etc.)
3. Cooperative de producători sau cooperative de furnizori, care sunt deținute și organizate de producători sau furnizori, cum ar fi fermieri (de exemplu, OceanSpray, Sunsweet etc.). Surplusul este distribuit în funcție de cantitatea de bunuri sau servicii pe care membrul a furnizat-o cooperativei.
4. Cooperative de cumpărare, care sunt deținute de organizații care achiziționează în comun bunuri sau servicii.

Așadar, structurile de capitaluri proprii ale cooperativelor sunt diverse și nelimitate. Unele implementează capitalul privat/investitor, în timp ce altele nu. Există multe dezbateri interne cu privire la ceea ce înseamnă cu adevărat „cooperativ”, „democratic” etc., întrucât scopul general al cooperativelor este de a oferi structuri de putere diferite de cele ale instituțiilor capitaliste obișnuite (care sunt deținute de persoane în căutarea de profit ce pot lucra sau nu la firmă), precum și de a îmbunătăți viața economică și socială a lucrătorilor și a tuturor celor implicați dincolo de obținerea unui simplu profit și de crearea de produse/servicii.  De exemplu, dacă o firmă este deținută în proporție de 60% de investitori privați și 40% de muncitori, aceasta nu ar fi considerată, în general, o „cooperativă de muncitori”. De asemenea, ESOP-urile nu sunt considerate cooperative, chiar dacă lucrătorii dețin 100% din firmă, din cauză că de obicei modul de guvernare nu este unul democratic.

### Structuri juridice
Cooperativele pot adopta structuri juridice diferite în funcție de jurisdicție, cum ar fi un LLC, ESOP, 503c non-profit sau o structură juridică distinctă de cooperare (dacă statul prevede una, cum ar fi Massachusetts). ESOP-urile (Equity Stock Ownership Plans, prin care lucrătorii dețin acțiuni pentru pensionare; vezi, de exemplu, Bob's Redmill)  care implementează guvernanța democratică sunt denumite colocvial „ESOPeratives”. 
În 1996, Noua Zeelandă a adoptat Legea Societăților Cooperative. În 2003, Statutul Societății Cooperative Europene a creat o structură juridică specifică pentru cooperativele din UE. 

## Fapte și cifre despre cooperative
1. Există aproximativ 3 milioane de cooperative pe planetă.
2. 12% din umanitatea globală este membru al unei cooperative.
3. 1 din 3 americani sunt membri ai unei cooperative.
4. 1,5 milioane de americani trăiesc într-o cooperativă de locuințe.
5. Cooperativele alimentează cu energie electrică 56% din suprafața de uscat a Statelor Unite și 42 de milioane de oameni.
6. Cooperativele dețin active de peste 1 trilion de dolari la nivel mondial și peste 640 de miliarde de dolari în vânzări anuale.
7. 92 de milioane de americani apelează la 7.500 de uniuni de credit (cooperative deținute de clienți) pentru servicii financiare; 50.000 de familii americane se bazează pe centrele de îngrijire de zi ale cooperativelor.
8. Navy Federal Credit Union (înființată în 1933) este cea mai mare uniune de credit din lume, cu 10,8 milioane de membri, 345 de sucursale și active în valoare de 147,9 miliarde de dolari, care deservește bărbaților și femeilor din Forțele Armate, Departamentul de Apărare, veteranilor și familiilor acestora.
9. Cea mai mare cooperativă de muncitori este Mondragon Corporation din Spania, care are peste 80.000 de asociați (lucrători).
10. Cel mai mare sector cooperatist după numărul de membri este cel al asigurărilor mutuale, cu peste un sfert de milion de membri.

Cea mai cuprinzătoare colecție de date privind cele mai mari cooperative provine de la World Cooperative Monitor.  

## Trăsături distinctive
Cooperativele sunt diferite de firmele convenționale prin faptul că scopul lor nu este acela de a aduce profit acționarilor, ci de a aduce beneficii membrilor (fie că este vorba de lucrători, consumatori, furnizori sau cumpărători). Deoarece unele părți ale mișcării cooperatiste erau anticapitaliste, dar nu la fel de revoluționare precum Marx (care urmărea abolirea întregii proprietăți private), Marx și marxiștii au ezitat să susțină mișcarea cooperatistă (în special cooperativele de consum) în secolul al XIX-lea. Valoarea cooperativelor de consum față de cea a cooperativelor de muncitori continuă să fie dezbătută de teoreticieni, activiști și cercetători (vezi mai jos).
Alianța Internațională a Cooperativelor oferă șapte principii ale cooperativelor, fiecare dintre acestea contrastând cu firmele capitaliste:
1. „Afiliere voluntară și deschisă” (spre deosebire de participarea forțată/involuntară)
2. „Controlul democratic al membrilor” (spre deosebire de controlul nedemocratic)
3. „Participarea economică a membrilor” (spre deosebire de relațiile pur tranzacționale și managementul cu carte închisă)
4. „Autonomie și independență” (spre deosebire de proprietatea de stat sau corporatistă)
5. „Educație, formare și informare” (spre deosebire de „ Managementul ciupercilor ” în care lucrătorii sunt „ținuți în întuneric”, iar informațiile sunt direcționate în mod intenționat prin canale de putere)
6. „Cooperarea între cooperative” (spre deosebire de concurența între firme)
7. „Preocuparea pentru comunitate” (spre deosebire de preocupările orientate exclusiv spre produs sau profit)

Un rezumat anterior al principiilor cooperatiste  este numit         „Principiile Rochdale ”.

Guvernele pot defini întreprinderile cooperatiste cu o variantă  simplificată a principiilor enumerate mai sus. De exemplu, guvernul australian definește  o întreprindere cooperatistă după cum urmează:
„Acestea își deservesc membrii prin furnizarea de bunuri și servicii care pot fi indisponibile sau prea costisitoare pentru a fi accesate ca persoane fizice. Membrii împart costurile și își desfășoară activitatea în conformitate cu următoarele principii:
- nediscriminare
- democrație
- independență
- educație și îngrijire pentru comunități”.

În spațiul public, economia cooperatistă este, de asemenea, suficient de diferită de economia capitalistă, încât și-a înființat și a menținut  propriul domeniu (.coop).

### Cooperative, dezvoltare durabilă și schimbări climatice
Jeffrey Sachs, un economist care colaborează cu Organizația  Națiunilor Unite, a subliniat caracterul central al  modelelor cooperatiste ale economiei pentru supraviețuirea viitoare a speciei noastre;  deși acordă puțină atenție întreprinderilor cooperatiste reale și dezvoltării lor ca modele de producție mai durabile și mai umane, el susține totuși, în general, că oamenii trebuie să „creeze o nouă eră a cooperării la scară globală” pentru a supraviețui. 
Elinor Ostrom, prima femeie care a primit Premiul Nobel pentru economie, a demonstrat capacitatea întreprinderilor și organizațiilor cooperatiste de a gestiona mai eficient bunurile de mediu decât mijloacele strict politice sau de piață.

Cooperativele forestiere și de energie electrică sunt unele dintre cele mai mari din lume, fapt  ce le plasează într-o poziție unică pentru a aborda efectele negative ale schimbărilor climatice.  EG Nadeau oferă câteva exemple despre ceea ce înseamnă acest lucru în introducerea sa populară în economia cooperatistă, The Cooperative Solution:
„Cooperativa Dairyland Power , cu sediul în Wisconsin, a fost un lider național în promovarea utilizării gazului metan  derivat din  bălegarul de la vaci ca resursă energetică. Cooperativa Kauai Island Utility, cea mai tânără cooperativă de producție și transport din Statele Unite, urmărește în mod agresiv diversificarea portofoliului său de energie pentru a include un procent din ce în ce mai mare de energie hidroelectrică, fotovoltaică, biocombustibil și biomasă”.

### Economia cooperativă ca alternativă la economiile de piață
Jessica-Gordon Nembhard, în monografia ei Collective Courage, concluzionează că:
…cooperativele…folosesc sentimentul de solidaritate și preocuparea față de comunitate pentru a promova alternative economice care creează creștere economică și sustenabilitate. În același timp, solidaritatea și acțiunea lor colectivă sporesc productivitatea și contribuie la stabilizarea situației lor economice. Mai mult decât atât, economia cooperatistă este deseori  privită ca un instrument sau ca o strategie a unei mișcări mai complexe de eliminare a exploatării economice și de trecere la o nouă ordine socială. 

## Organizații relevante

### Asociații de cooperare naționale și internaționale
- Alianța Cooperativă Internațională
- Federația Cooperativelor Muncitorilor din Statele Unite
- Federația Canadiană Cooperativă a Muncitorilor
- Cooperative din Marea Britanie Arhivat în 20 decembrie 2022, la Wayback Machine.
- Federația Co-Op (Australia)
- Asociația Națională de Afaceri Cooperative
- Asociația Națională a Cooperativelor de Locuințe
- Asociația Națională a Cooperativelor Alimentare

### Organizații cooperatiste
- Democrația la locul de muncă
- Cooperare Jackson
- Organizarea economică de bază
- Locuri de muncă cu justiție
- Consorțiul de Cooperatism Platformă
- Scop
- Institutul pentru Socialism Creștin
- Centrul de Sud-Est pentru Dezvoltare Cooperativă
- Lumea Muncii
- Coaliția pentru Noua Economie
- Zebrele se unesc

### Finanțare și finanțare cooperativă
- Averea comunității Arhivat în 20 decembrie 2022, la Wayback Machine.
- Banca Nationala Cooperativa de Consum
- Asociația uniunilor de credit corporative
- Corporația de finanțare cooperativă
- Sistemul bancar federal pentru împrumuturi pentru locuințe
- Alianța de achiziții comunitare
- Impactul capitalului
- Fundația pentru Dezvoltare Cooperativă
- Comune de semințe
- Cooperativa de capital comun
- Transformă Finanțe

## Personalități importante
Prin teoreticieni și activiști remarcabili care au contribuit la acest domeniu se regasesc Robert Owen,  Pierre-Joseph Proudhon, Charles Gide,  Beatrice și Sydney Webb,  JTW Mitchell, Peter Kropotkin,  Paul Lambert,  Race Mathews,  David Griffiths,  și GDH Cole.  Alți teoreticieni sunt John Stuart Mill, Laurence Gronlund, Leland Stanford,   și lucrări teoretice moderne de Elinor Ostrom,  Benjamin Ward,  Jaroslav Vanek,  David Ellerman,  și Anna Milford  și Roger McCain.  Alți gânditori moderni sunt Nathan Schneider, John Restakis, Joyce Rothschild,  Joerg Rieger, Rosemarie Henkel-Rieger, Jessica Gordon Nembhard,  Corey Rosen și colab.,  William Foote Whyte,  Gar Alperovitz,  Seymour Melman,  Mario Bunge, Richard D. Wolff și David Schweickart.  În Europa, contribuții importante au venit din Anglia și Italia, în special de la Will Bartlett,  Virginie Perotin,  Bruno Jossa,  Stefano Zamagni,  Carlo Borzaga,  Jacques Defourny  și Tom Winters. 

## Federalism cooperativ versus individualism cooperativ
O dezbatere istorică majoră în economia cooperativă a fost între federalismul cooperativ și individualismul cooperativ. Într-un sat Owenit sau într-o comună, locuitorii ar fi atât producătorii, cât și consumatorii produselor sale. Cu toate acestea, pentru întreprinderile cooperatiste, altele decât comunele, producătorii și consumatorii produselor sale sunt două grupuri diferite de oameni și, de obicei, doar unuia dintre aceste grupuri i se acordă statutul de membru (sau coproprietar).
Diferențele de obiective, scop și putere dintre muncitori si cooperativele de consum au dus la o dezbatere între cei care susțin cooperativele de consum (cunoscute sub denumirea de Federalist Cooperativ) și cei care favorizează cooperativele de muncitori (etichetate în mod peiorativ „individualiste” cooperativiști de către federaliști ). 

### Federalismul cooperativ
Federalismul cooperativ este școala de gândire care favorizează societățile cooperatiste de consum. Din punct de vedere istoric, susținătorii săi i-au inclus pe JTW Mitchell și Charles Gide, precum și pe Paul Lambert și Beatrice Webb. Federaliștii cooperativi susțin că consumatorii ar trebui să formeze societăți cooperative angro ( Federații cooperative în care toți membrii sunt cooperatori, cel mai bun exemplu istoric fiind CWS în Regatul Unit) și că aceste cooperative angro. societățile ar trebui să se angajeze să cumpere ferme sau fabrici. Ei susțin că profiturile (sau surplusurile) din aceste societăți cooperative angro ar trebui plătite sub formă de dividende cooperatorilor membri, mai degrabă decât lucrătorilor lor. 

### Individualismul cooperativ
Individualismul cooperativ este școala de învățătura care favorizează cooperativele de muncitori. Cei mai notabili susținători ai cooperativelor muncitorești sunt, în Marea Britanie, creștinii socialiști și mai târziu scriitori precum Joseph Reeves, care au prezentat acest lucru ca o cale către socialismul de stat.  În cazul în care cooperativele federaliști pledează pentru federații în care cooperatorii de consum se federalizează și primesc dividende monetare, mai degrabă, în societățile cooperative angro, profiturile (sau surplusurile) ar fi plătite ca dividende lucrătorilor lor.  Cooperativele Mondragón din Spania sunt citate deseori de individualiștii cooperativi și o mare parte din literatură individualistă cooperativă se ocupă de aceste societăți. Cooperativa Mondragón  a atras atât de mult atenția pentru că în 2010 era a șaptea cea mai mare companie din Spania. Este alcătuită din aproximativ 250 de întreprinderi cooperative de muncitori diferite. Modelul de afaceri pe care îl folosesc include „integrare extinsă și solidaritate cu angajații”, implicarea lucrătorilor în politici și comitete, un sistem de salarizare „transparent” și „practica deplină a controlului democratic”. Aceste două școli de gândire nu sunt neapărat în opoziție, iar hibrizii celor două poziții sunt posibili.
Lucrarea lui James Warbasse, și, mai recent , a lui Johnston Birchall, oferă perspective asupra amplitudinii dezvoltării cooperative la nivel național și internațional. Benjamin Ward a oferit un tratament formal pentru a începe o evaluare a „sindicalismului de piață”. Jaroslav Vanek a scris o lucrare cuprinzătoare în încercarea de a aborda cooperativismul în termeni economici și o „economie gestionată de muncă”. David Ellerman a început prin a lua în considerare aspectele filozofice juridice ale cooperativelor, dezvoltând „teoria muncii a proprietății”.  În 2007, el a folosit premisa economică clasică în formularea argumentului său de deconstruire a mitului dreptului de capital la proprietate.  Anna Milford a realizat o examinare teoretică detaliată a cooperativelor de pe piețele de cumpărători controlate (monopson) și a implicațiilor pentru strategiile de comerț echitabil. 

## Alte școli

### Socialism și anarhism
Socialiștii și anarhiștii, cum ar fi anarho-comuniștii și anarho-sindicaliștii, văd societatea ca o mare cooperativă și consideră că bunurile produse de toți ar trebui distribuite în mod echitabil tuturor membrilor societății, nu neapărat prin intermediul unei piețe. Toți membrii unei societăți sunt considerați a fi atât producători, cât și consumatori. Socialiștii de stat tind să favorizeze administrarea guvernamentală a economiei, în timp ce anarhiștii și socialiștii libertarieni favorizează coordonarea non-guvernamentală, fie la nivel local, fie prin sindicate și cooperative de muncă. Deși există unele dezbateri, deoarece Bakunin și colectiviștii au favorizat distribuția pe piață folosind moneda, colectivizând doar producția, nu și consumul. Libertarienii de stânga nu colectivizează niciuna dintre ele, dar își definesc mișcarea de stânga ca drepturi inalienabile asupra bunurilor comune, nu ca proprietate colectivă asupra acestora, respingând astfel gospodăria lockeană (bazată pe teoria proprietății muncii a lui John Locke). Vezi Centrul pentru o societate fără stat
Socialiștii utopici consideră că socialismul poate fi realizat fără lupta de clasă și că astfel cooperativele ar trebui să includă numai pe cei care aleg în mod voluntar voluntar să participe la ele. Unii participanți la mișcarea kibbutz și alte comunități intenționate se încadrează în această categorie.

### Comunitatea cooperativă
În unele literaturi de economie cooperativă, scopul este realizarea unei comunități cooperative, o societate bazată pe principii cooperatiste și socialiste. Economiștii cooperatiști – federaliști, individualiști și nu numai – au prezentat ca obiectiv extinderea modelului lor economic până la limitele sale naturale.
Acest ideal a fost susținut pe scară largă în cercurile de stânga din SUA și Canada de la începutul secolului al XX-lea. Acest ideal și limbajul din spatele lui au fost esențiale pentru formarea partidului Federația Cooperativă Commonwealth în 1932, care a devenit cel mai mare partid politic de stânga al Canadei și continuă până în prezent sun numele de Noul Partid Democrat. De asemenea, au fost importante pentru principiile economice ale Partidului Fermier-Muncitoresc din Statele Unite, în special în cadrul filialei din Minnesota, unde pledoaria pentru o cooperativă Commonwealth a format tema centrală a platformei partidului din 1934, până când partidul din Minnesota a fuzionat cu Partidul Democrat de stat pentru a forma Partidul Democrat-Fermier-Muncitoresc în 1944.
Ideile de cooperare ale Commonwealth au fost dezvoltate și în Marea Britanie și Irlanda începând cu anii 1880 de William Morris, care a inspirat și mișcarea socialistă a breslei pentru democrația asociativă care a început în 1906 și a durat până în anii 1920. Printre gânditorii socialiști ai breslei se numără Bertrand Russell, R.H. Tawney și G.D.H. Cole.

### Proprietatea angajaților
Unii economiști au susținut că democrația economică ar putea fi realizată prin combinarea proprietății angajaților la scară națională (inclusiv cooperativele de muncitori) în cadrul unui aparat de piață liberă. Tom Winters susține că „la fel ca și în cazul pieței libere în general, nu comerțul liber în sine creează inegalitatea, ci modul în care este folosit comerțul liber, cine beneficiază de el și cine nu”. 

## Microeconomia cooperativă
Potrivit lui Hervé Moulin, din punctul de vedere al teoriei jocului („în tradiția economică”) cooperarea este asistența reciprocă între egoiști. El distinge trei astfel de moduri de cooperare:
1. comportament descentralizat, în care rezultatul colectiv rezultă din deciziile strategice ale agenților egoiști;
2. arbitraj (prin o formulă mecanică sau dictator binevoitor) asupra acțiunilor pe baza unor principii normative;
3. acord direct între agenți după negocieri față în față.

Aceste moduri sunt prezente în fiecare instituție cooperatistă, dar virtuțile lor sunt adesea incompatibile din punct de vedere logic. 